# Marino Hinestroza
Marino Hinestroza Angulo (Cali, 8 luglio 2002) è un calciatore colombiano, centrocampista dell'Atlético Nacional.

## Carriera

### Club
Inizia la propria carriera nell'Orsomarso, squadra della seconda divisione colombiana. Nel 2019 si trasferisce all'América de Cali, che lo aggrega alla propria formazione Under-20, riuscendo comunque a disputare un incontro con la prima squadra in Copa Colombia. Nel 2020 viene ceduto in prestito al Palmeiras, con cui disputa due stagioni con l'Under-20 del club brasiliano. Rientrato alla base, nell'estate del 2022 viene acquistato a titolo definitivo dai messicani del Pachuca.

### Nazionale
Il 6 giugno 2025 esordisce in nazionale maggiore nel pareggio interno per 0-0 contro il Perù.

## Statistiche

### Presenze e reti nei club
Statistiche aggiornate al 24 luglio 2024.
| Stagione        | Squadra         | Campionato      | Campionato | Campionato | Coppe nazionali | Coppe nazionali | Coppe nazionali | Coppe continentali | Coppe continentali | Coppe continentali | Altre coppe | Altre coppe | Altre coppe | Totale | Totale |
| Stagione        | Squadra         | Comp            | Pres       | Reti       | Comp            | Pres            | Reti            | Comp               | Pres               | Reti               | Comp        | Pres        | Reti        | Pres   | Reti   |
| --------------- | --------------- | --------------- | ---------- | ---------- | --------------- | --------------- | --------------- | ------------------ | ------------------ | ------------------ | ----------- | ----------- | ----------- | ------ | ------ |
| 2018            | Orsomarso       | B               | 1          | 0          | CC              | 0               | 0               |                    | -                  | -                  |             | -           | -           | 1      | 0      |
| 2019            | América de Cali | A               | 0          | 0          | CC              | 1               | 0               |                    | -                  | -                  |             | -           | -           | 1      | 0      |
| 2022-2023       | Pachuca         | LM              | 27         | 1          |                 | -               | -               | CCL                | 2                  | 0                  |             | -           | -           | 29     | 1      |
| 2023-gen. 2024  | Pachuca         | LM              | 13         | 1          |                 | -               | -               |                    | -                  | -                  |             | -           | -           | 13     | 1      |
| Totale Pachuca  | Totale Pachuca  | Totale Pachuca  | 40         | 2          |                 | -               | -               |                    | 2                  | 0                  |             | -           | -           | 42     | 2      |
| gen.- lug.2024  | Columbus Crew   | MLS             | 16         | 2          |                 | -               | -               | CCC                | 6                  | 0                  |             | -           | -           | 22     | 2      |
| Totale carriera | Totale carriera | Totale carriera | 57         | 4          |                 | 1               | 0               |                    | 8                  | 0                  |             | -           | -           | 66     | 4      |

### Cronologia presenze e reti in nazionale
| Cronologia completa delle presenze e delle reti in nazionale ― Colombia | Cronologia completa delle presenze e delle reti in nazionale ― Colombia | Cronologia completa delle presenze e delle reti in nazionale ― Colombia | Cronologia completa delle presenze e delle reti in nazionale ― Colombia | Cronologia completa delle presenze e delle reti in nazionale ― Colombia | Cronologia completa delle presenze e delle reti in nazionale ― Colombia | Cronologia completa delle presenze e delle reti in nazionale ― Colombia | Cronologia completa delle presenze e delle reti in nazionale ― Colombia |
| Data                                                                    | Città                                                                   | In casa                                                                 | Risultato                                                               | Ospiti                                                                  | Competizione                                                            | Reti                                                                    | Note                                                                    |
| ----------------------------------------------------------------------- | ----------------------------------------------------------------------- | ----------------------------------------------------------------------- | ----------------------------------------------------------------------- | ----------------------------------------------------------------------- | ----------------------------------------------------------------------- | ----------------------------------------------------------------------- | ----------------------------------------------------------------------- |
| 6-6-2025                                                                | Barranquilla                                                            | Colombia                                                                | 0 – 0                                                                   | Perù                                                                    | Qual. Mondiali 2026                                                     | -                                                                       | 62’                                                                     |
| Totale                                                                  |                                                                         | Presenze                                                                | 1                                                                       |                                                                         | Reti                                                                    | 0                                                                       |                                                                         |

## Palmarès
- Copa Colombia: 1

Atlético Nacional: 2024
- Campionato colombiano: 1

Atlètico Nacional: Clausura 2024